# SBB (Rockband)
SBB (ursprünglich als Abkürzung für Silesian Blues Band, später für Szukaj, Burz, Buduj (deutsch Suchen, Brechen, Bauen bzw. englisch Search, Break & Build)) ist eine polnische Rock- und Fusionband.

## Geschichte
Gegründet wurde die Band im Jahre 1969 in Michałkowice. Initiator war der Keyboarder und Bassgitarrist Józef Skrzek, der auch den Gesang übernahm. Zu ihm stießen der Gitarrist Antymos Apostolis und der Schlagzeuger Jerzy Piotrowski. Anfangs spielten sie vor allem Blues. Zwischen 1971 und 1973 arbeitete die Band mit dem damals innovativsten polnischen Rockmusiker Czesław Niemen zusammen; mit ihm, Helmut Nadolski und z. T. auch Andrzej Przybielski spielten sie mehrere Alben unter dem Bandnamen Niemen ein. 1974 entschlossen sie sich dazu, eine eigene LP mit dem Titel SBB aufzunehmen. Sie entstand als Mitschnitt zweier Konzerte in Warschau und zeichnete sich dadurch aus, dass Gattungsgrenzen auf ihr keine Rolle spielten. Die Band trat beim Landesfestival des Polnischen Liedes in Opole 1974 sowie beim Jazz Jamboree 1974 und 1975 auf und wurde vom Publikum stürmisch gefeiert; vielleicht auch deshalb, weil sie so „westlich“ klang, wie keine andere polnische Gruppe zuvor. Es folgten die ersten Auslandsauftritte, unter anderem noch 1974 in Frankfurt am Main.
Die nächsten LPs zeichneten sich durch wenige, aber dafür lange Stücke aus, die zumeist in Englisch gesungen wurden. Ausgedehnte Instrumentalpassagen mit ausgiebigen Soli und Elemente des Progressive Rock prägten die Musik, einzelne Stücke füllten gelegentlich eine ganze LP-Seite aus (wie bei der 1977er-Platte) und wurden im Konzert durch freie Improvisation weiterentwickelt. Die stilistische Bandbreite wurde auf der AMIGA-Veröffentlichung von 1978 um leichtfüßigen Funk im radiotauglichen Songformat ergänzt. Die letzte Platte der ersten SBB-Phase entstand unter dem Titel Memento z banalnym tryptykiem im Jahre 1980, dem vorläufigen Auflösungsjahr von SBB.
Später gab es vier Versuche der Wiederbelebung, in den Jahren 1991, 1993, 1998 und 2000. Die alten LPs sind klanglich aufgearbeitet und um Bonustitel erweitert auf CD wieder zugänglich, und aus den Archiven werden historische Aufnahmen veröffentlicht (wie das Konzert in Karlstadt 1975, bei dem die Band jenseits aller Songstrukturen 44 Minuten lang spontan improvisierte).
Zwischen 2000 und 2007 trat mit Skrzek und Apostolis der US-amerikanische Schlagzeuger Paul Wertico von der Pat Metheny Group auf. Seit 2014 spielt SBB wieder in der Originalbesetzung. 2015 trat SBB zusammen mit dem Jazzgeiger Michał Urbaniak auf. Die Gruppe veröffentlicht auch neues Studiomaterial.

## Diskografie

### Mit Czesław Niemen
- 1972: Strange is the World
- 1973: Ode to Venus
- 1973: Niemen vol. 1
- 1973: Niemen vol. 2

### SBB-Originalalben
- 1974: SBB (Polskie Nagrania Muza)
- 1975: Nowy Horyzont (Polskie Nagrania Muza)
- 1976: Pamięć (Polskie Nagrania Muza)
- 1977: Ze Słowem Biegnę do Ciebie (Polskie Nagrania Muza)
- 1978: SBB (Supraphon)
- 1977: Jerzyk (Wifon)
- 1978: Follow My Dream (Spiegelei-Intercord)
- 1978: SBB (Amiga)
- 1979: Welcome (Wifon)
- 1979: Slovenian Girls (Omnibus BUS)
- 1980: Memento z Banalnym Tryptykiem (Polskie Nagrania Muza)
- 1999: SBB w filharmonii: akt 1 i 2 (Yesterday)
- 2000: Good Bye! (Moskito Records)
- 2001: Nastroje (Jazz'N'Java)
- 2003: Wizje - Buch + CD (CD Silesia)
- 2005: New Century (Metal Mind Productions)
- 2006: Sikorki (mit Tomasz Stańko, Tomasz Szukalski, Andrzej Przybielski und Jan Błędowski)
- 2007: The Rock (Metal Mind Productions)
- 2009: Iron Curtain
- 2009: Behind The Iron Curtain
- 2010: Blue Trance
- 2012: SBB (Metal Mind Productions, mit Józef Skrzek, Apostolis Anthimos)
- 2016: za linią horyzontu (Polskie Radio SA, mit Józef Skrzek, Apostolis Anthimos, Jerzy Piotrowski)

### SBB-Livealben
- 1994: Live 1993 (Stuff)
- 1994: Live In America '94 (Radio Katowice)
- 1999: Absolutely Live '98 (Yesterday)
- 2001: Karlstad - Live 1975 (Koch Poland)
- 2001: Budai Ifjusagi Park 1977 (Koch Poland)
- 2002: Trio - Live Tournee 2001 (CD Silesia)
- 2002: Freedom - Live Sopot 1978 (CD Silesia)
- 2004: 22.10.1977 Göttingen, Alte Ziegelei (CD Silesia)
- 2005: Odlot - Live 2004 (CD Silesia)
- 2005: Live in Theatre 2005 (CD + DVD)
- 2008: Live in Marburg 1980: The Final Concert
- 2008: Live in Neckargemünd 1978
- 2009: Live in Theatre 2005
- 2009: Live in Köln 1979
- 2009: Live in Opole 1974
- 2009: Live in Frankfurt 1977: Follow My Music
- 2009: Live in Czechoslovakia 1980: Three Quarters (einzige Aufnahme ohne Jozef Skrzek)
- 2019: Budapest 1978
- 2021: Z Miłości Jestem – Live mit dem Nationalen Symphonieorchester des Polnischen Rundfunks

### Als Begleitgruppe von Halina Frąckowiak
- 1977: Geira (Musik: Jozef Skrzek; später in Lost Tapes, vol. 2 wiederveröffentlicht)

### CD-Boxen
- 2004: Anthology 1974-2004 (22 CDs) (Metal Mind Productions, PL: Platin)[3]
- 2005: Lost Tapes, vol. 1 (9 CDs, Metal Mind Productions)
- 2006: Lost Tapes, vol. 2 (9 CDs, Metal Mind Productions)
- 2007: Complete Tapes 1974 (2 CDs)
- 2014: Koncerty 1978 1979 1994 (5 CDs,  Universal Music Polska)

### Videoalben
- 2004: Follow My Dream
- 2005: Live In Theatre 2005
- 2006: Live 1979
- 2007: Four Decades
- 2009: Behind The Iron Curtain